# Markthalle Magdeburg

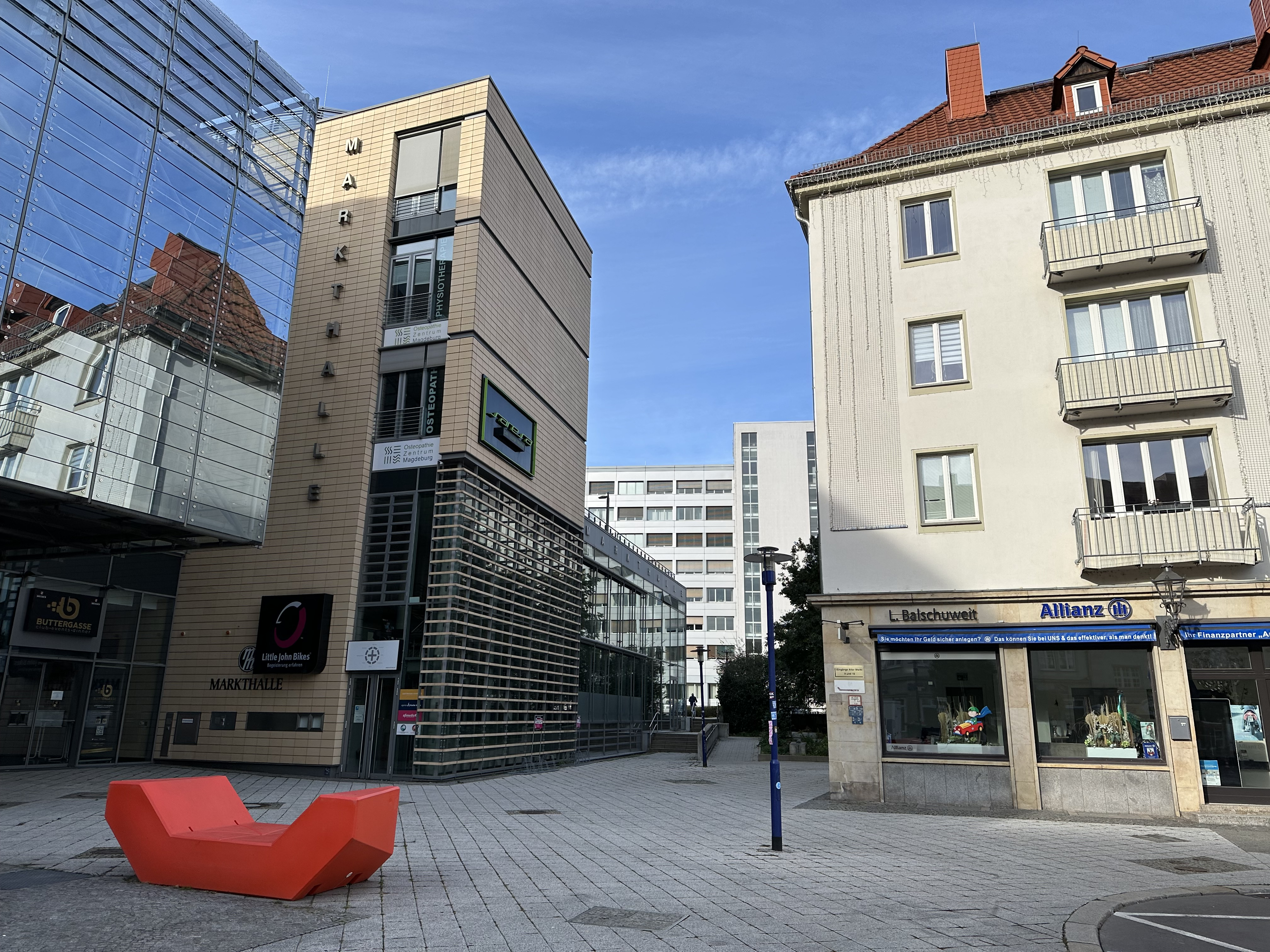
Markthalle Magdeburg, 2023

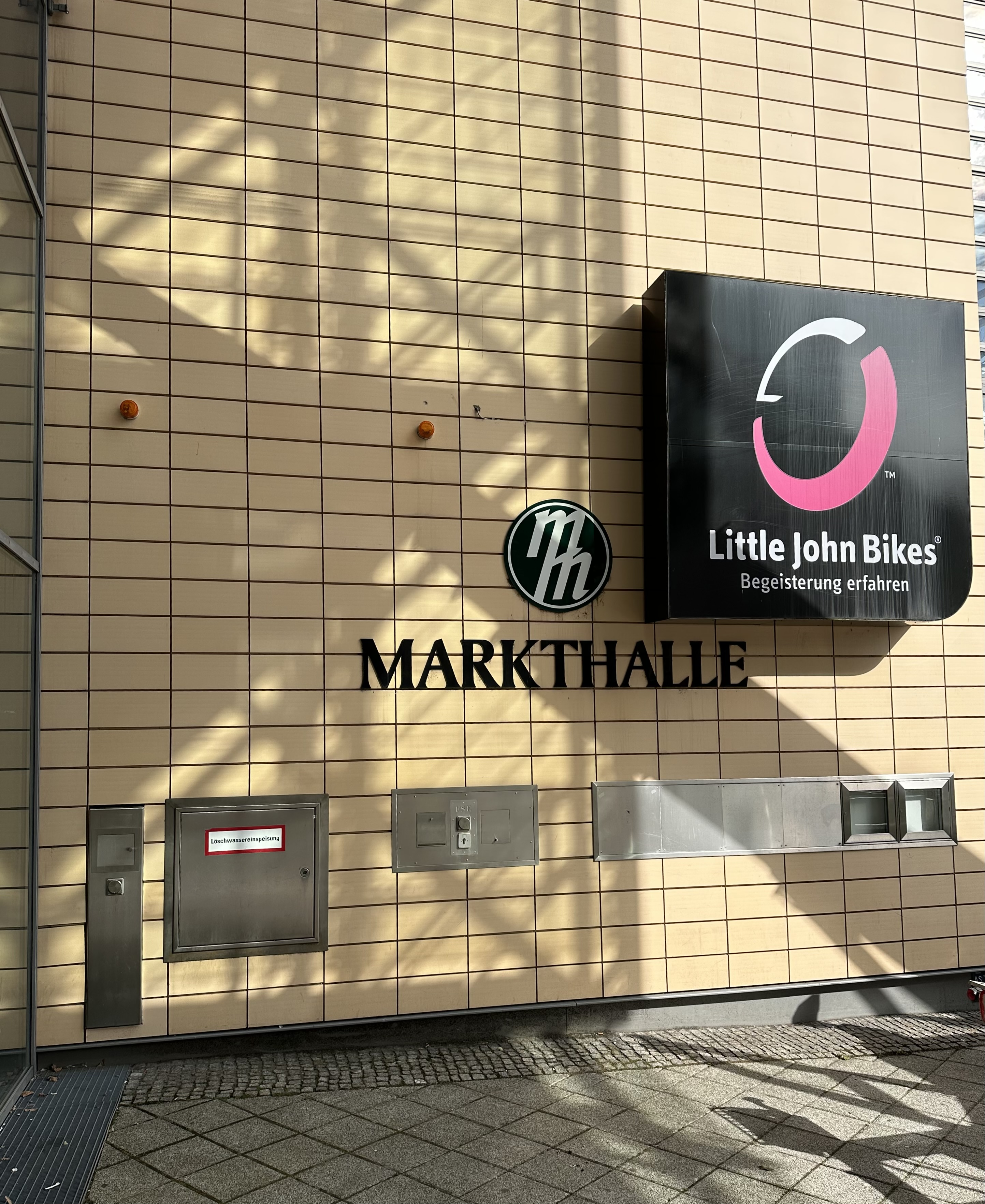
Fassadendetail am Eingang, 2024

Die Markthalle Magdeburg ist ein Geschäftshaus in Magdeburg in Sachsen-Anhalt. Der Keller des Gebäudes wird von der denkmalgeschützten Halle an der Buttergasse eingenommen.

## Lage
Das Gebäude befindet sich in der Magdeburger Altstadt an der nordwestlichen Ecke des Alten Markts, an der Adresse Alter Markt 13, 14. Auf der Westseite verläuft die Schwertfegergasse, östlich die Buttergasse. Im Eingangsbereich des Hauses besteht eine Wand mit historischen Hauszeichen.

## Geschichte und Architektur
Historisch befand sich an der Ecke von Altem Markt und Buttergasse das Innungshaus der Gerber- und Schusterinnung der Lohhof oder Lederhof Zur Petersburg. Hierzu gehörte auch die aus dem 12. Jahrhundert stammende Gewölbehalle im Kellergeschoss. Zum Grundstück zugehörig waren auch die nördlich angrenzenden Grundstücke Buttergasse 8 und zeitweise auch Buttergasse 4 bis 7. 1656 errichtete die Innung vor ihrem Lohhof eine Hütte. Seit 1689 war das Gebäude nur noch das Innungshaus der Lohgerberinnung. 1716 wurde das Gebäude als neues Innungshaus bezeichnet. Es bestand auch ein Schankrecht. Im Jahr 1734 erwarb Johann Christian Schmidt das Haus für 3635 Taler von der Innung. Noch in den 1930er Jahren befand sich das Standbild des Heiligen Petrus als Patron der Innung am Haus. Die Adressierung lautete damals Alter Markt 25.
Während des Zweiten Weltkriegs wurde der Bereich stark zerstört und dann die Reste der alten Bebauung abgerissen. Bei den Arbeiten wurde 1947 das in Vergessenheit geratene historische Gewölbe an der Buttergasse wiederentdeckt und später für eine gastronomische Nutzung umgenutzt.
2002 entstand dann über dem Kellergewölbe die Markthalle Magdeburg, die, entsprechend ihres Namens, tatsächlich als klassische Markthalle konzipiert war. Die Markthalle überbaute in etwa die historischen Grundstücke Alter Markt 25 sowie Buttergasse 4 bis 8. Insgesamt verfügt das Objekt über eine Nutzfläche von 2546 m². Nach Fertigstellung zeigte sich jedoch, dass die Markthalle sich mit den für diese Nutzung typischen Anwendungen und Mietern wirtschaftlich nicht trug. Es kam zu einem längeren Leerstand und schließlich zu einer Neukonzeptionierung der Immobilie. Das Kernstück der Fläche wurde an einen Fahrradfachhändler vermietet. Ende 2008 kam es zu einem Eigentümerwechsel. Auch die übrigen Flächen wurden nachfolgend für gewerbliche Nutzungen vermietet.